# Sigurður Jónsson
Sigurður Jónsson (ur. 27 września 1966 w Akranes) – islandzki piłkarz grający na pozycji pomocnika. W swojej karierze rozegrał 65 meczów w reprezentacji Islandii i strzelił w niej 3 gole.

## Kariera klubowa
Karierę piłkarską Jónsson rozpoczynał w klubie Akraness. W 1982 roku zadebiutował w nim w pierwszej lidze islandzkiej. W latach 1983 i 1984 dwukrotnie z rzędu wywalczył z Akranes tytuł mistrza Islandii. W latach 1982–1984 zdobył trzy Puchary Islandii.
W lutym 1985 roku Jónsson przeszedł do angielskiego Sheffield Wednesday. W 1985 i 1987 roku był dwukrotnie wypożyczany do Barnsley. W Sheffield grał przez cztery sezony w Division One. W lipcu 1989 roku odszedł za 475 tysięcy funtów do Arsenalu. Przez dwa lata rozegrał w nim 8 spotkań, w których zdobył jedną bramkę.
W 1991 roku Jónsson wrócił do ÍA Akranes. W latach 1992–1995 czterokrotnie z rzędu wywalczył mistrzostwo kraju. W 1993 roku zdobył też krajowy puchar. W 1996 roku przeszedł do szwedzkiego Örebro SK. Z kolei w 1997 roku został zawodnikiem szkockiego Dundee United. W 2000 roku po raz kolejny wrócił do Akranes i po zdobyciu z nim Pucharu Islandii zakończył karierę.
| Sezon   | Klub                | Kraj     | Rozgrywki      | Mecze | Bramki |
| ------- | ------------------- | -------- | -------------- | ----- | ------ |
| 1982    | Akraness            | Islandia | 1. deild       | 7     | 0      |
| 1983    | Akraness            | Islandia | 1. deild       | 16    | 2      |
| 1984    | Akraness            | Islandia | 1. deild       | 3     | 0      |
| 1984/85 | Sheffield Wednesday | Anglia   | Division One   | 3     | 1      |
| 1985/86 | Sheffield Wednesday | Anglia   | Division One   | 10    | 2      |
| 1985/86 | Barnsley            | Anglia   | Division Two   | 5     | 0      |
| 1986/87 | Sheffield Wednesday | Anglia   | Division One   | 13    | 0      |
| 1986/87 | Barnsley            | Anglia   | Division Two   | 13    | 0      |
| 1987/88 | Sheffield Wednesday | Anglia   | Division One   | 13    | 1      |
| 1988/89 | Sheffield Wednesday | Anglia   | Division One   | 28    | 1      |
| 1989/90 | Arsenal             | Anglia   | Division One   | 6     | 1      |
| 1990/91 | Arsenal             | Anglia   | Division One   | 2     | 0      |
| 1991    | Akraness            | Islandia | 1. deild       | 20    | 0      |
| 1992    | Akraness            | Islandia | 1. deild       | 11    | 0      |
| 1993    | Akraness            | Islandia | 1. deild       | 16    | 1      |
| 1994    | Akraness            | Islandia | 1. deild       | 13    | 3      |
| 1995    | Akraness            | Islandia | 1. deild       | 16    | 2      |
| 1996    | Örebro SK           | Szwecja  | Allsvenskan    | 20    | 0      |
| 1997    | Örebro SK           | Szwecja  | Allsvenskan    | 22    | 2      |
| 1997/98 | Dundee United       | Szkocja  | Premier League | 15    | 0      |
| 1998/99 | Dundee United       | Szkocja  | Premier League | 14    | 1      |
| 1999/00 | Dundee United       | Szkocja  | Premier League | 14    | 0      |
| 2000    | Akraness            | Islandia | 1. deild       | 12    | 3      |

## Kariera reprezentacyjna
W reprezentacji Islandii Jónsson zadebiutował 5 czerwca 1983 roku w wygranym 1:0 meczu eliminacjach do Euro 84 z Maltą, rozegranym w Reykjavíku. W swojej karierze grał też w: eliminacjach do MŚ 1986, Euro 88, MŚ 1990, Euro 92, MŚ 1994, Euro 96, MŚ 1998 i Euro 2000. Od 1983 do 1999 roku rozegrał w kadrze narodowej 65 meczów i strzelił w nich 3 gole.